# Irving Singer
Irving Singer (24 de dezembro de 1925 – 1 de fevereiro de 2015) foi um professor americano de filosofia que fez parte do corpo docente do Instituto de Tecnologia de Massachusetts por 55 anos e escreveu mais de 20 livros. Foi autor de livros sobre diversos temas, incluindo cinema, amor, sexualidade e a filosofia de George Santayana. Ele também escreveu sobre o tema cinema, incluindo escritos sobre o trabalho dos diretores de cinema Ingmar Bergman, Alfred Hitchcock.

## Biografia
Singer nasceu no Brooklyn, Nova Iorque, em 24 de dezembro de 1925; seus pais eram Isadore e Nettie Stromer Singer, imigrantes judeus da Áustria-Hungria, que possuíam uma mercearia em Coney Island.
Singer pulou três séries na escola, graduando se na Townsend Harris High School de Manhattan aos 15 anos.
Ele entrou no Exército dos EUA, servindo na Segunda Guerra Mundial, escrevendo a História do 210º Grupo de Artilharia de Campanha, que foi publicada pelo Exército em 1945.
Depois de estudar por um curto período no Brooklyn College antes da guerra e frequentar a Biarritz American University em Paris logo após a guerra, Singer foi para a Universidade Harvard no G. I. Bill, foi eleito para Phi Beta Kappa e se formou summa cum laude com um B.A. em 1948. Ele fez seus estudos de pós-graduação na Universidade de Oxford e Harvard, recebendo seu doutorado em filosofia em Harvard em 1952.
Singer lecionou brevemente em Harvard, na Universidade Cornell, na Universidade de Michigan e na Universidade Johns Hopkins . Ele ingressou no Instituto de Tecnologia de Massachusetts em 1958, primeiro como conferencista, mas depois foi promovido a professor associado em 1959 e professor titular em 1967. Entre as muitas disciplinas que Singer ensinou no Massachusetts Institute of Technology estavam: Filosofia do Amor no Mundo Ocidental, Cinema como Filosofia Visual e Literária e A Natureza da Criatividade.
Ele morreu em 2015, aos 89 anos.

## Prêmios
- Quatro ensaios premiados e outros prêmios estudantis,  Universidade de Harvard[5]
- Acadêmico de Pesquisa ACLS, 1949 – 1950[5]
- Pós-doutorado Fulbright Research Scholar, 1955 – 1956[5]
- Bollingen Grant-in-aid, 1958, 1959, 1965[5]
- The Hudson Review Fellow em Crítica, 1958 – 1959[5]
- Bolsa Guggenheim, 1965 – 1966[5]
- Subsídio ACLS, 1966[5]
- Membro do Villa I Tatti, Centro de Estudos do Renascimento Italiano da Universidade de Harvard, Florença, Itália, 1965 – 1967[5]
- Bollingen Fellowship, 1966 – 1967[5]
- Subsídio da Fundação Rockefeller, 1970[5]
- Balliol College/MIT Exchange, Universidade de Oxford, 1999[5]
- Bolsista, Centro Europeu de Pesquisa em Humanidades, Universidade de Oxford, 1999 – 2004[5]

## Obras publicadas

### Por Singer
- Santayana's Aesthetics: A Critical Analysis (1957) * The Goals of Human Sexuality (1973) ISBN 9780393010718
- Mozart and Beethoven: The Concept of Love in Their Operas (1977) ISBN 9780262513647
- The Nature of Love Volume 1: Plato to Luther (1984) ISBN 978-0262512725
- The Nature of Love Volume 2: Courtly and Romantic (1984) ISBN 9780262512732
- The Nature of Love Volume 3: The Modern World (1987) ISBN 978-0262512749
- Meaning in Life: The Creation of Value (1992, 1996) ISBN 9780262266482
- Meaning in Life Volume 2: The Pursuit of Love (1994) ISBN 9780801852404
- Meaning in Life Volume 3: The Harmony of Nature and Spirit (1996) ISBN 9780801860515
- Reality Transformed: Film as Meaning and Technique (1998) ISBN 978-0262692489
- George Santayana, Literary Philosopher (2000) ISBN 9780300128536
- Feeling and Imagination: The Vibrant Flux of Our Existence (2001)
- Explorations in Love and Sex (2001) ISBN 9780742512382 ISBN 978-0742512382
- Sex: A Philosophical Primer (2001, expanded edition: 2004) ISBN 978-0742512368
- Three Philosophical Filmmakers: Hitchcock, Welles, Renoir (2004) ISBN 978-0262693288
- Ingmar Bergman, Cinematic Philosopher: Reflections on his Creativity (2007) ISBN 978-0262513234
- Cinematic Mythmaking: Philosophy in Film (2008) ISBN 978-0262515153
- Philosophy of Love: A Partial Summing-Up (2009) ISBN 978-0262516174
- Modes of Creativity: Philosophical Perspectives (2011) ISBN 978-0262518758

### Sobre Singer
- The Nature and Pursuit of Love: The Philosophy of Irving Singer (Prometheus Books, 1995) — based on academic papers presented at a three-day conference about Singer at Brock University in 1991 ISBN 978-0879759124[1]